# Baden-Baden
Baden-Baden (phát âm tiếng Đức: [ˈbaːdn̩ ˈbaːdn̩] ⓘ) là một thị trấn spa nằm tại bang Baden-Württemberg, tây nam nước Đức, trên bờ sông Oos ở ranh giới phía bắc của khối núi Rừng Đen cách 10 kilômét (6 dặm) về phía đông của sông Rhein, biên giới với Pháp, và cách 40 kilômét (25 dặm) về phía đông bắc của thành phố Strasbourg, Pháp.
Vào năm 2021, thị trấn trở thành một phần của Di sản thế giới được UNESCO công nhận với tên gọi "Các thị trấn Spa lớn của châu Âu" nhờ các spa và kiến trúc nổi tiếng của nó là minh chứng cho sự phổ biến của các thị trấn spa ở châu Âu trong thế kỷ 18 đến thế kỷ 20.

## Tên
Những con suối ở Baden-Baden được người La Mã gọi là Aquae ("The Waters") và Aurelia Aquensis ("Aurelia-of-the-Waters") theo tên của Alexander Severus.
Trong tiếng Đức hiện đại, Baden là một danh từ có nghĩa là "tắm" nhưng Baden, tên ban đầu của thị trấn lại bắt nguồn từ số nhiều của Bad ("tắm"), số nhiều hiện đại đã trở thành Bäder. Cũng như địa danh Bath trong tiếng Anh, các Baden khác nằm ở các suối nước nóng khắp Trung Âu. Tên được nhân đôi hiện tại là để phân biệt nó với các địa danh cùng tên khác, ví dụ như Baden bei Wien ở Áo hay Baden bei Zürich ở Thụy Sĩ. Tên Baden-Baden là một tham chiếu đến lãnh địa của bá tước Baden (1535–1771), một lãnh thổ được đặt tên theo thị trấn. Baden-Baden do đó có nghĩa là "thị trấn Baden thuộc lãnh thổ của Baden". Baden-Baden có tên chính thức vào năm 1931, lãnh địa của bá tước tách thành nhiều khu vực bao gồm cả Baden-Baden và Baden-Durlach.

## Hình ảnh

Baden-Baden
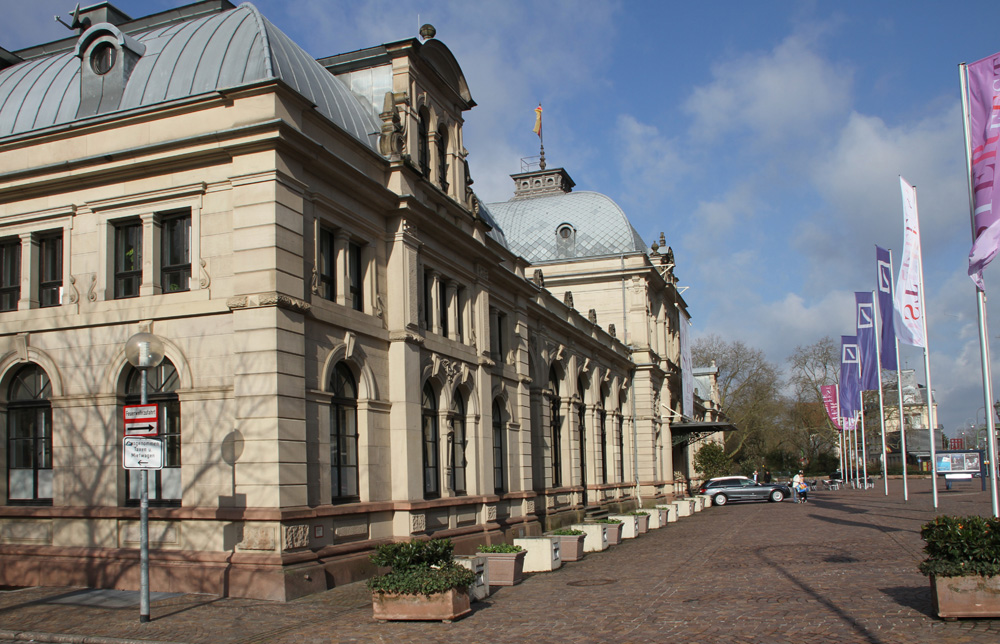
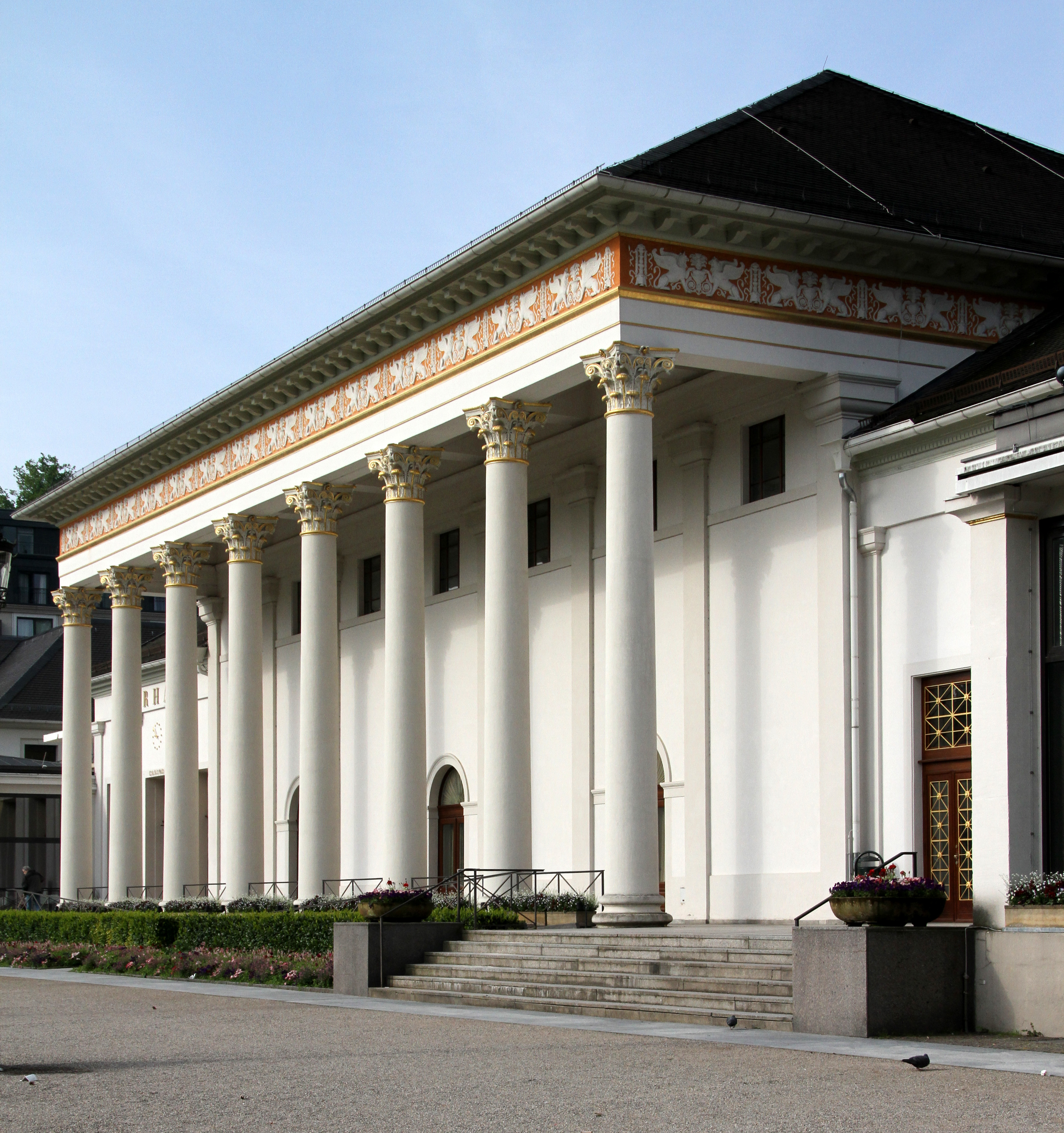
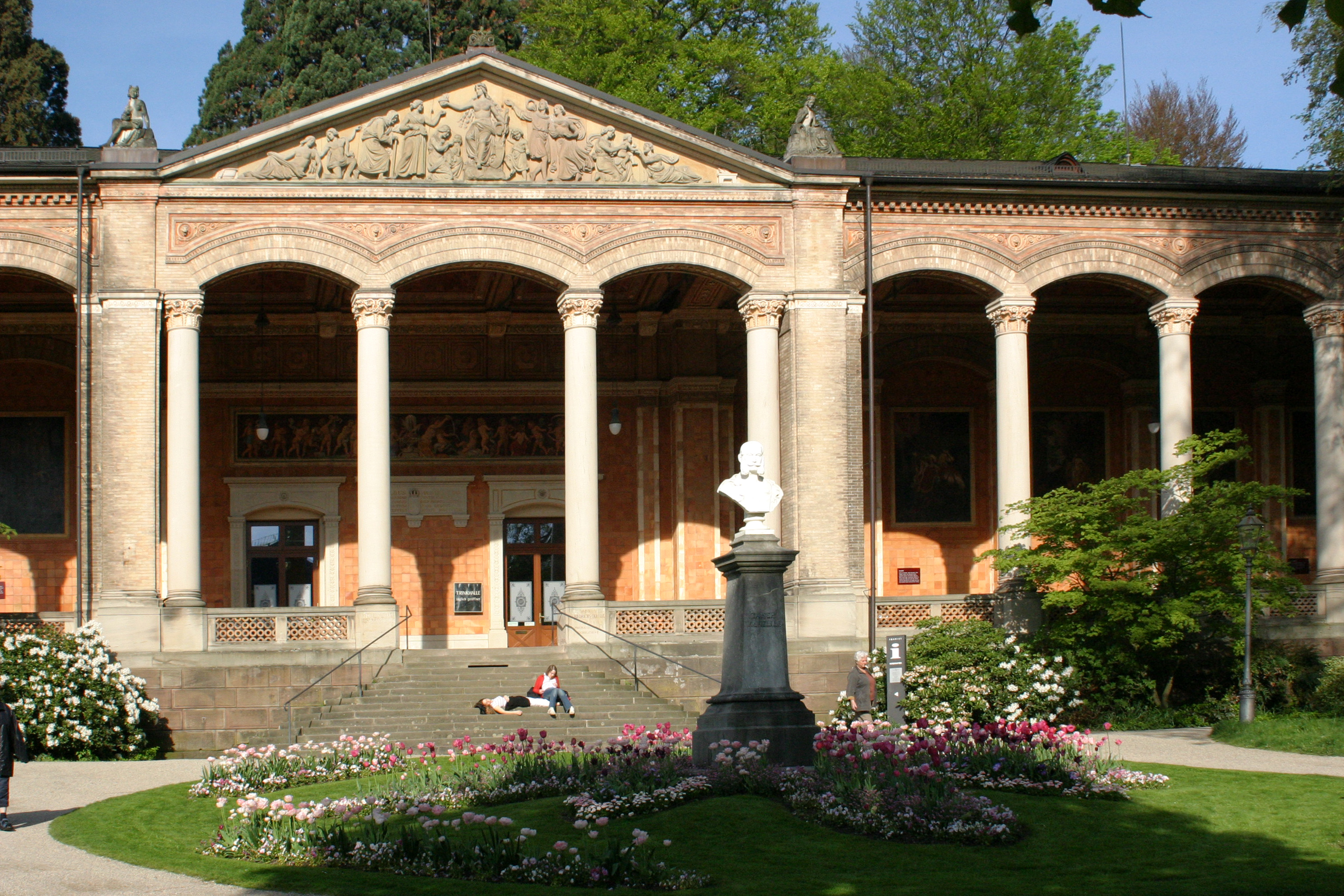
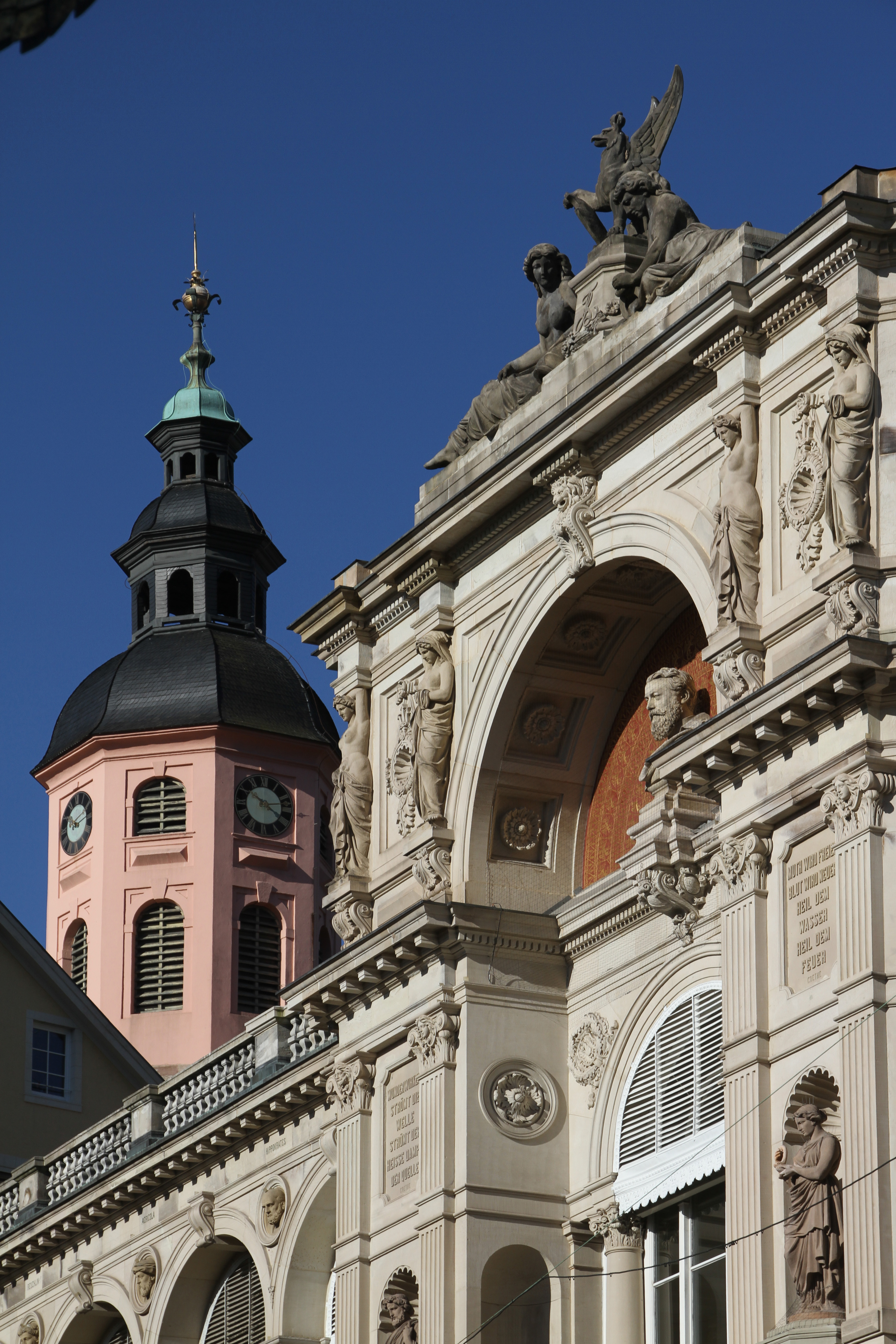
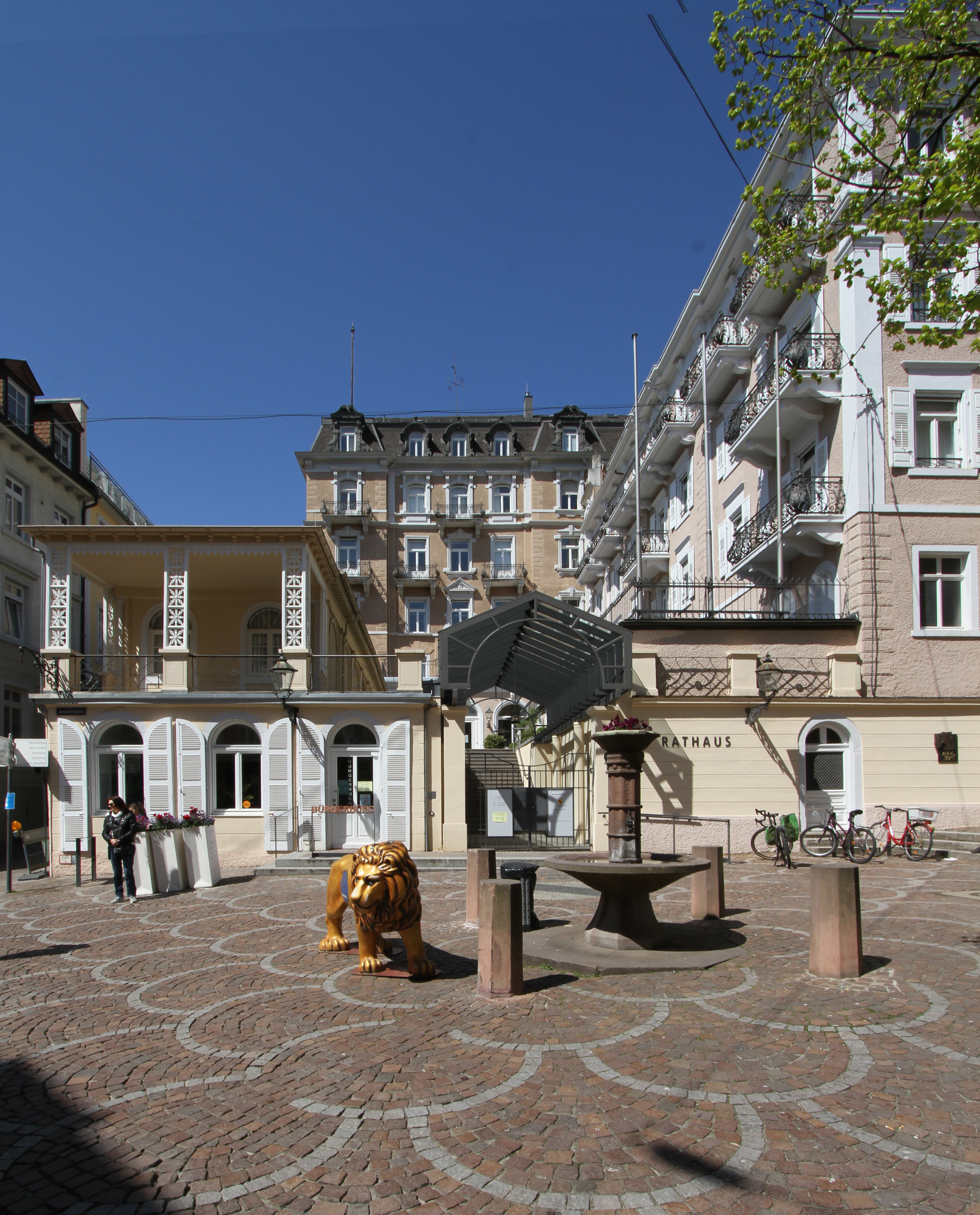
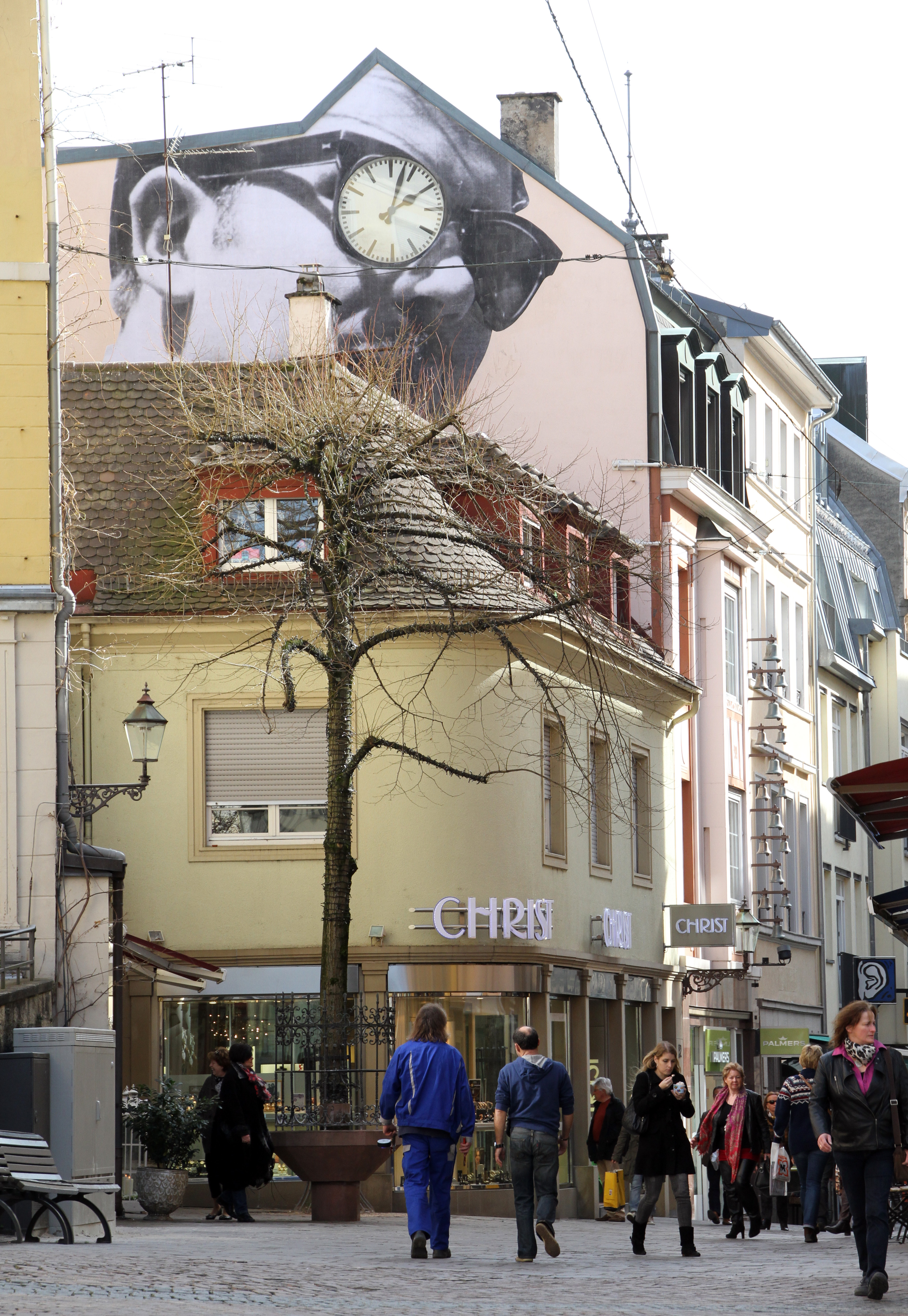
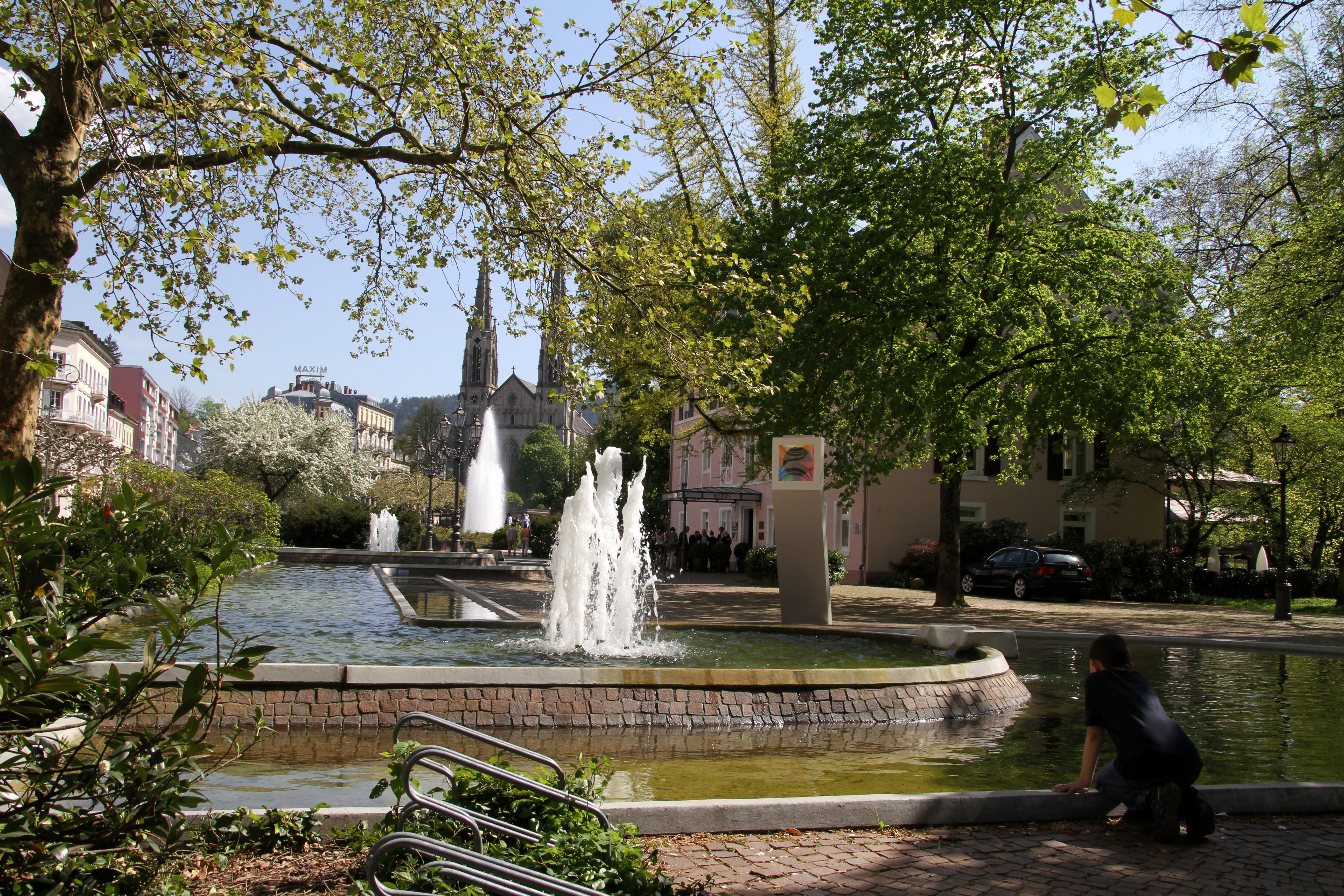
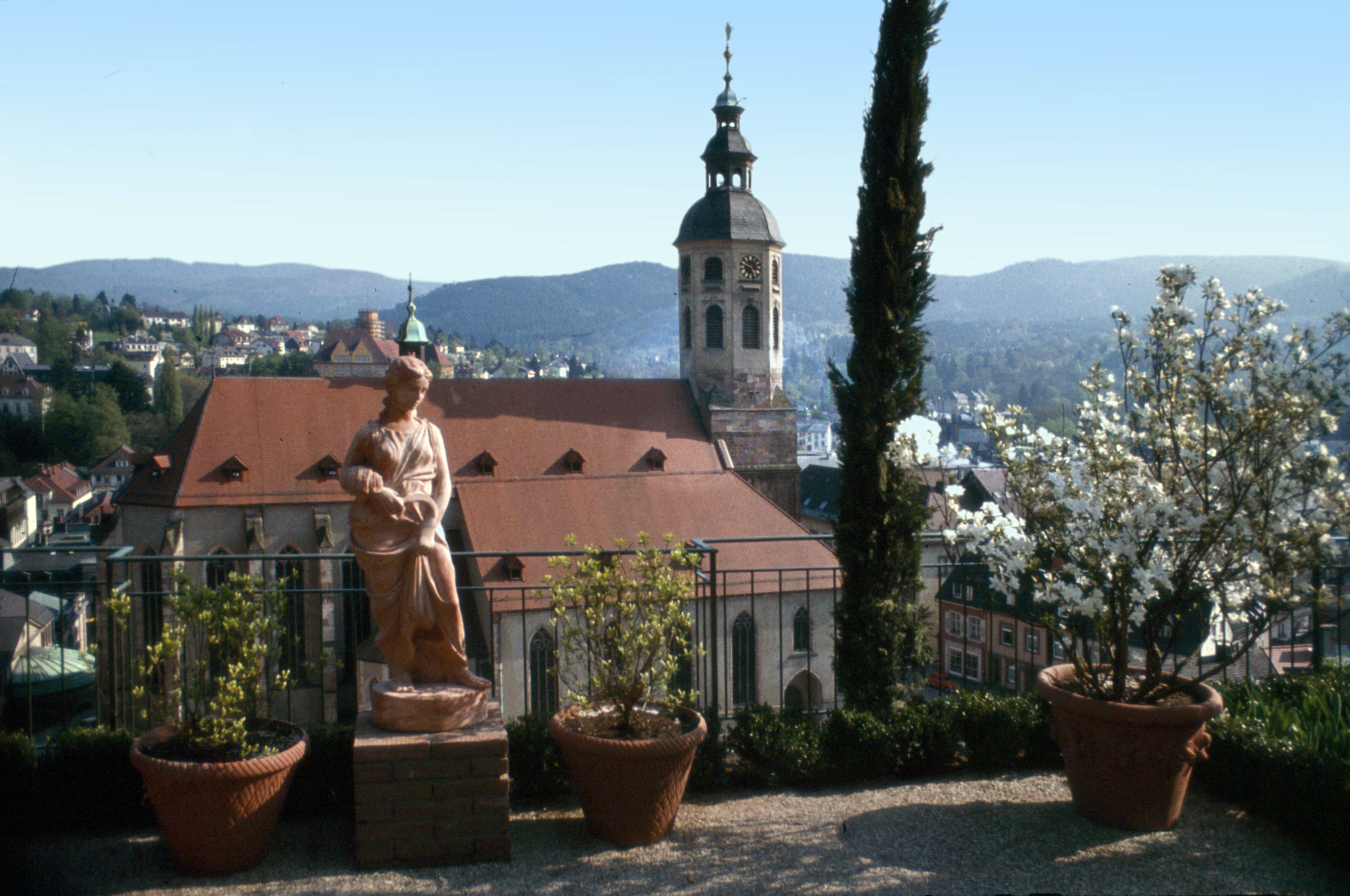
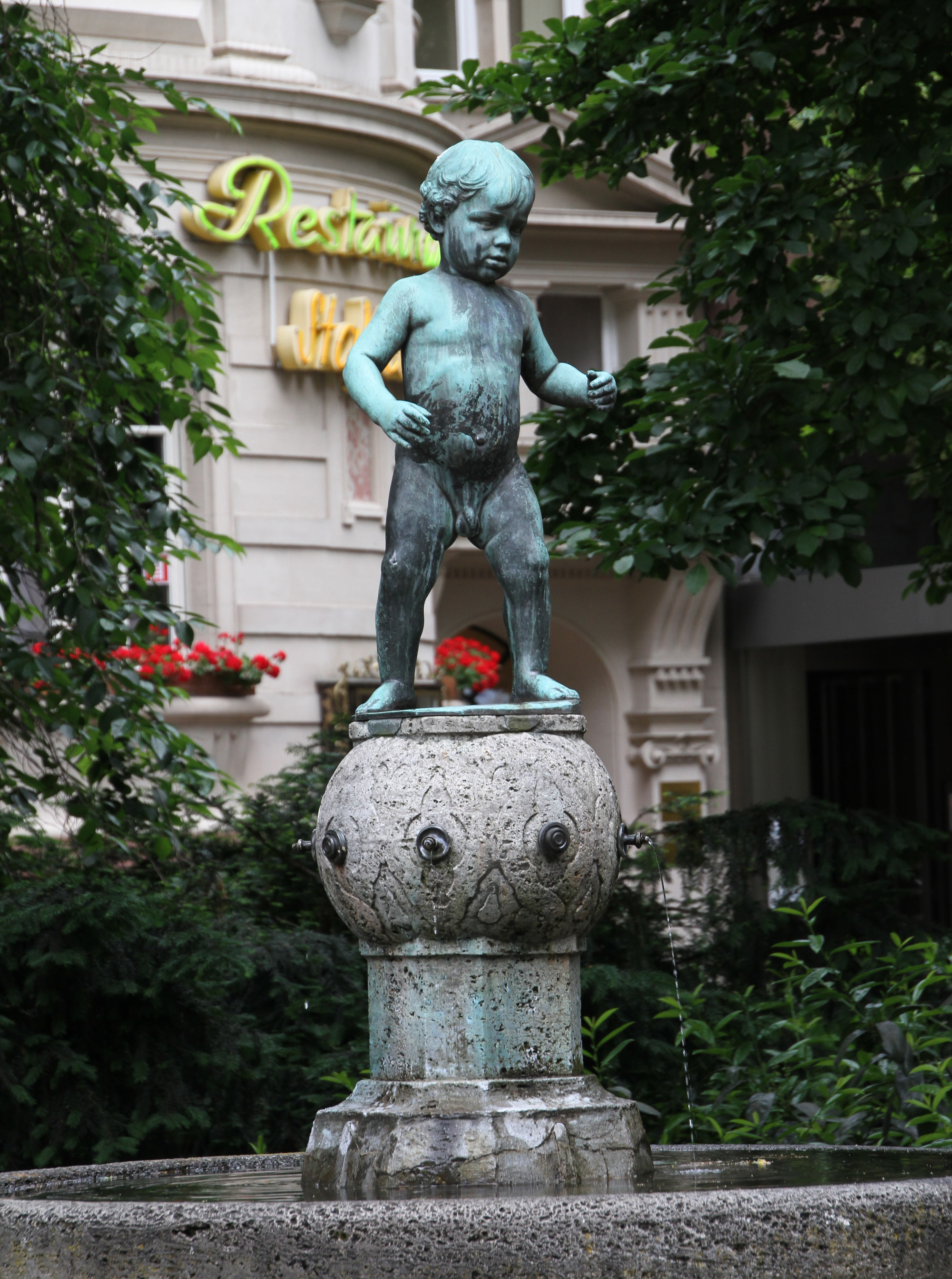
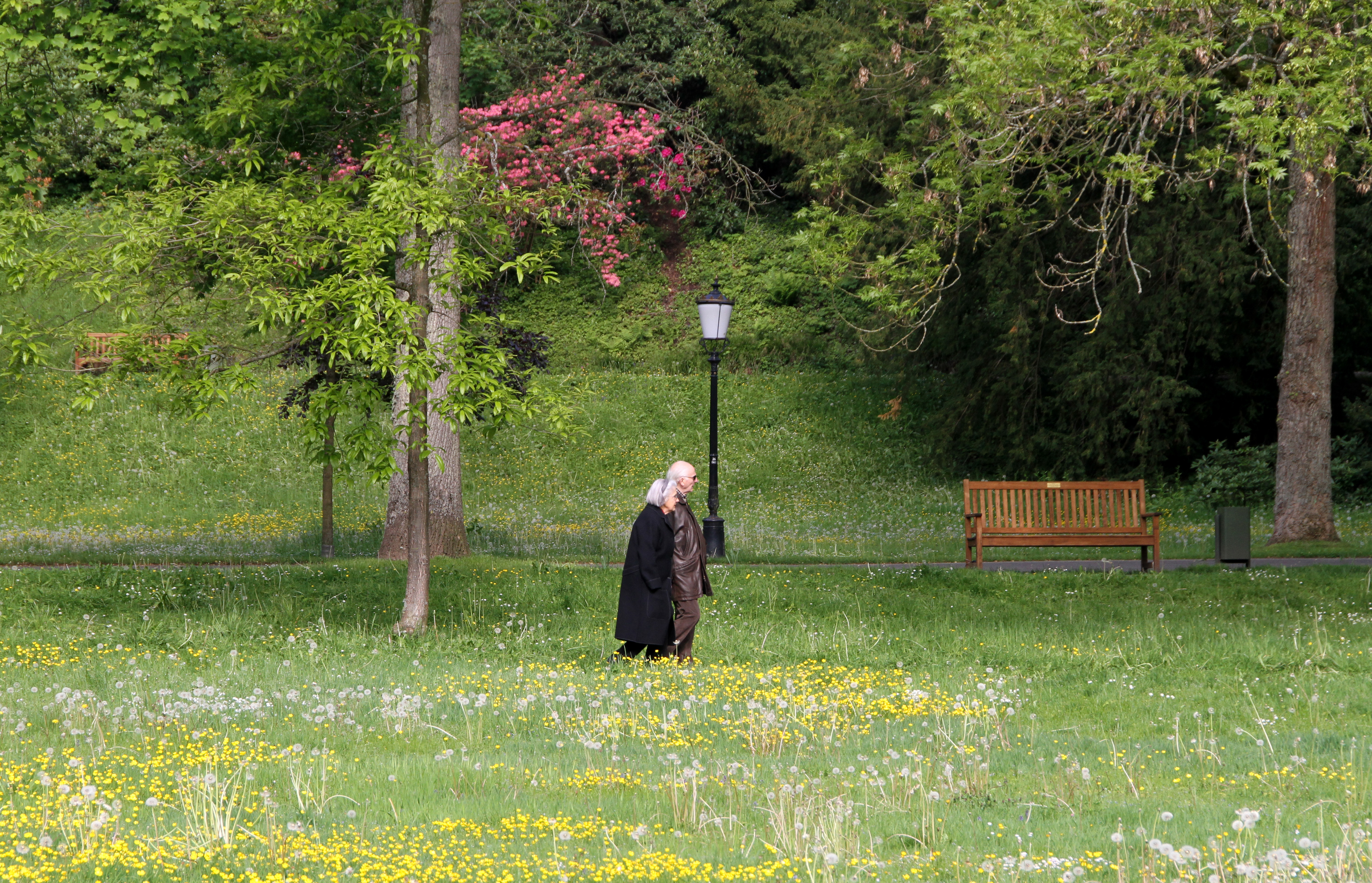
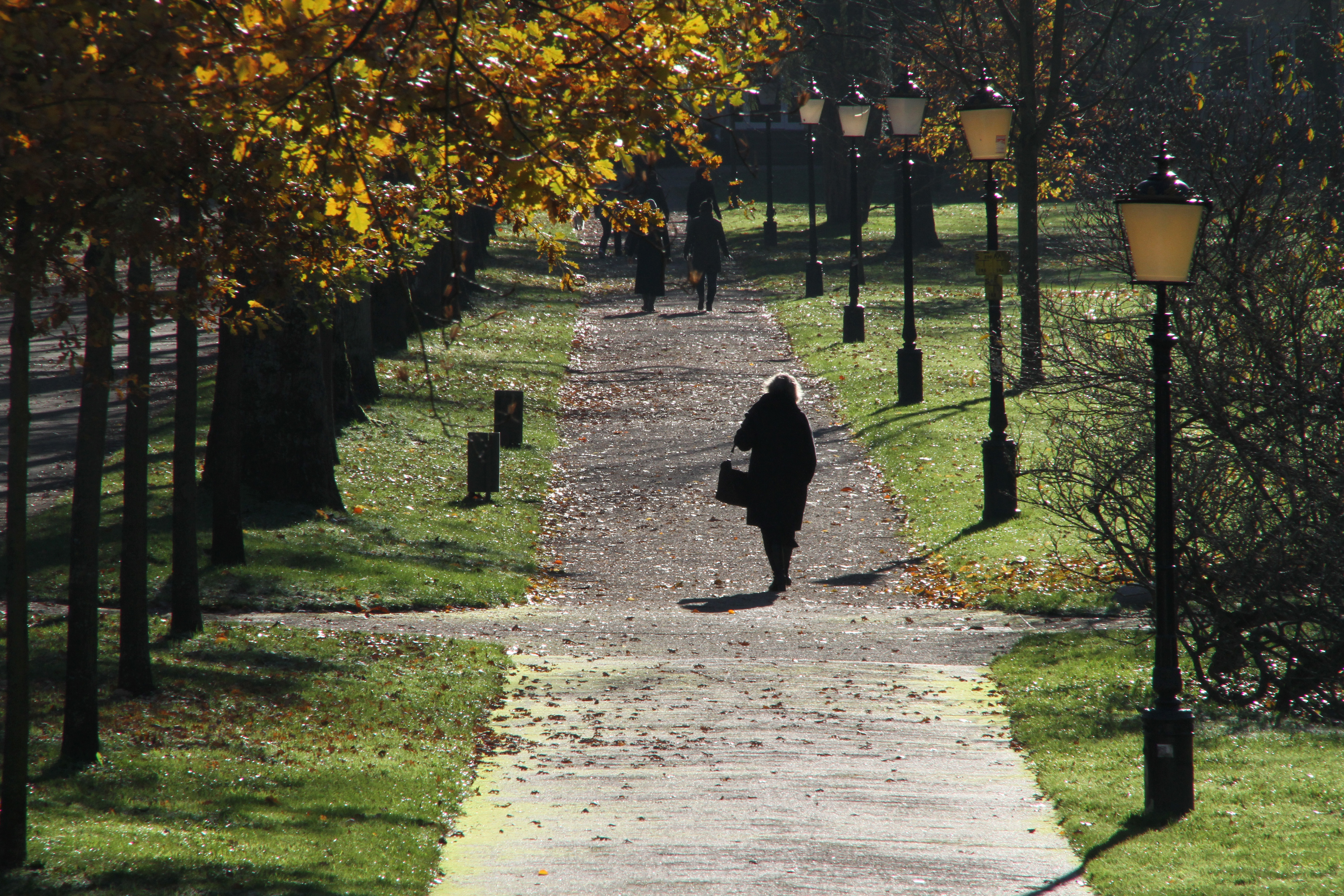
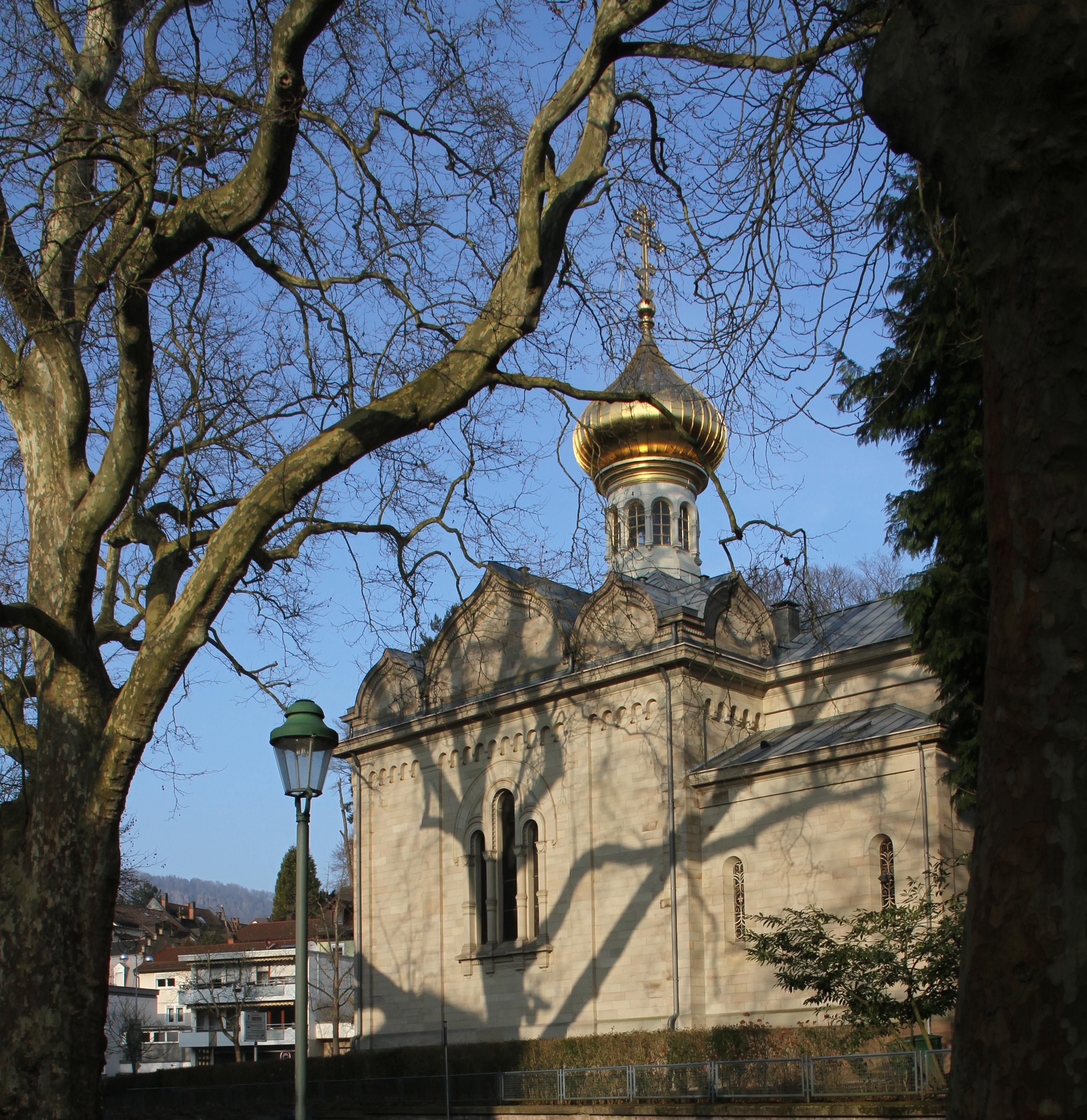